# Tự dùng thuốc
Tự dùng thuốc, hay tự chữa trị là một hành vi của con người trong đó cá nhân dùng dược chất/thuốc hay bất kỳ tác động ngoại sinh nào để có thể tự điều trị bệnh về thể chất và tâm lý.
Các loại thuốc tự dùng phổ biến rộng rãi là những loại thuốc không bán theo toa, thường được sử dụng để điều trị các vấn đề sức khỏe thông thường tại nhà, cũng như thực phẩm bổ sung. Những loại thuốc này không yêu cầu bác sĩ phải kê đơn mới có được, ở một số quốc gia, thuốc sẵn có tại các siêu thị và cửa hàng tiện lợi.
Tâm lý học trong tự điều trị bằng thuốc thần kinh thường nằm trong bối cảnh cụ thể của việc sử dụng thuốc kích thích, rượu, thức ăn cải thiện tâm trạng,... với mục đích giảm đau khổ về tinh thần, căng thẳng và lo lắng tâm thần, bao gồm bệnh tâm thần và chấn thương tâm lý, trong một số trường hợp cá biệt thuốc gây tổn hại nghiêm trọng đến sức khỏe về thể chất và cả tinh thần nếu thúc đẩy bởi cơ chế gây nghiện. Ở các sinh viên trong chương trình postsecondary  (đại học/cao đẳng), việc tự chữa trị cho chính mình bằng các loại thuốc Adderall, Ritalin và Concerta đã được thuật lại và bàn luận trong các chuyên đề.
Các sản phẩm được bán trên thị trường tỏ ra hữu ích cho hành vi tự dùng thuốc, nhưng đôi khi dựa trên cơ sở bằng chứng không đáng tin cậy. Lời tuyên bố nicotine có giá trị dược liệu đã được sử dụng để tiếp thị thuốc lá như một loại thuốc tự dùng. Nhưng lời tuyên bố này đã bị các nhà nghiên cứu độc lập bác bỏ do không chính xác. Tuyên bố về sức khỏe từ bên thứ ba chưa được thẩm định lại và không có sự điều chỉnh nào về việc sử dụng thực phẩm bổ sung.
Trong đông y con người thường xem tự dùng thuốc như một cách đạt đến sự độc lập cá nhân, và tự dùng thuốc cũng là quyền con người, là một đều cơ bản, liên quan chặt chẽ đến quyền từ chối điều trị y tế. Tự dùng thuốc có thể tự làm hại bản thân không chủ ý.